# Томская волость (Латвия)
Томская волость (латыш. Tomes pagasts) — одна из двадцати территориальных единиц Огрского края Латвии.

## История
Название Томпус (нем. Thompus) впервые упоминается в 1735 году. 
До 1924 года Томская волость входила в состав Бауского, а затем Рижского уезда. В 1935 году площадь волости составляла 73 км², в ней проживало 763 человека. В 1945 году в волости был создан одноимённый сельский совет, который был распущен в 1947 году, но восстановлен в 1949 с расформированием волости.
Томский сельсовет входил в состав Рижского (1945—1949) и Огрского (1947—1949) уездов и Балдонского района (1949-1954). В 1954 году Томский сельсовет был присоединён к Стрелниекскому сельсовету. В 1960 году Стрелниекский сельсовет был упразднён, а территория колхоза «Томе» присоединена к рабочему поселку Кегумс, образовав Кегумскую сельскую территорию. 11 марта 1993 года Кегумс получил права города, а сельская территория преобразована в Томскую волость, которая 10 марта 1994 года была вновь ликвидирована и присоединена к Кегумсу в качестве сельской территории.
В 2002 году город Кегумс с сельской территорией был преобразован в Кегумский край. В 2010 году Кегумская сельская территория была преобразована в отдельную административную единицу и переименована в Томскую волость. В 2021 году Кегумский край был включён в состав Огрского края.

## Население
| Год  | Численность |
| ---- | ----------- |
| 1935 | 763         |
| 1989 | 588         |
| 2011 | 617         |
| 2021 | 637         |
| 2022 | 652         |